# Dung tích xi lanh

Một chu kỳ hoạt động của động cơ bốn kỳ, bốn xi lanh. Phần màu cam thể hiện dung tích xi lanh.

Dung tích xi lanh, hay còn gọi là thể tích công tác, thể tích làm việc của xi lanh, hoặc thể tích động cơ (tiếng Anh: engine displacement, displacement volume) là thể tích mà các piston di chuyển bên trong xi lanh của động cơ piston, không tính thể tích buồng đốt. Nói cách khác, dung tích xi lanh là thể tích giới hạn bởi thành xi lanh và các vị trí điểm chết trên (ĐCT), điểm chết dưới (ĐCD) của piston.
Dung tích xi lanh thường được dùng để cho biết kích thước động cơ; ngoài ra, thường được dùng như chỉ số thể hiện năng suất động cơ và lượng nhiên liệu mà động cơ có thể tiêu thụ. Do vậy, dung tích xi lanh là một trong những thông số kỹ thuật thường được dùng khi quảng cáo các loại xe ô tô.
Dung tích xi lanh thường sử dụng đơn vị phân khối (cc, cm³, tương đương với mililit) hoặc lit (L).

## Định nghĩa
Dung tích xi lanh hay thể tích làm việc xi lanh (ký hiệu: Vd) được tính dựa trên hành trình piston (S) và đường kính xi lanh (B) theo công thức sau:
{\displaystyle V_{d}=\pi \times S\times {\frac {B^{2}}{4}}}
Trong đó: 
- Vd: Dung tích xi lanh (cm³)
- S: Chiều dài hành trình piston – khoảng cách giữa hai vị trí ĐCT và ĐCD của piston (cm)
- B: Đường kính xi lanh (cm)

Đối với động cơ nhiều xi lanh thì dung tích xi lanh động cơ bằng tổng số thể tích làm việc của từng xi lanh. Công thức trên sẽ trở thành: 
{\displaystyle V_{d}=\pi \times S\times {\frac {B^{2}}{4}}\times n}
Trong đó: 
- n: Số lượng xi lanh trong động cơ

Ngoài ra, trong cấu tạo xi lanh, chúng ta còn có hai khái niệm là thể tích buồng đốt xi lanh và thể tích toàn phần xi lanh. Thể tích buồng đốt xi lanh (tiếng Anh: clearance volume, ký hiệu: Vc) là khoảng không gian trong xi lanh, giới hạn bởi nắp xi lanh và điểm chết trên của piston, gọi là buồng đốt. Thể tích toàn phần xi lanh (tiếng Anh: total cylinder volume, ký hiệu: Vt) bằng tổng số của thể tích làm việc và thể tích buồng đốt xi lanh.
{\displaystyle V_{t}=V_{d}+V_{c}}
Trong đó: 
- Vt: Thể tích toàn phần xi lanh (cm³)
- Vd: Thể tích làm việc xi lanh (cm³)
- Vc: Thể tích buồng đốt xi lanh (cm³)

Tỷ số nén (ε) là tỷ số giữa thể tích toàn phần xi lanh và thể tích làm việc xi lanh, được thể hiện theo công thức sau:
{\displaystyle \varepsilon ={\frac {V_{t}}{V_{d}}}={\frac {V_{d}+V_{c}}{V_{d}}}}

## Quy định
Ở nhiều quốc gia, các cơ quan quản lý giao thông đường bộ thực hiện thu thuế, phí xe cộ theo tỉ lệ tương ứng với dung tích xi lanh. Ở những nước này, các hãng sản xuất xe thường thiết kế sao cho tăng công suất động cơ thông qua tăng áp động cơ hoặc tăng tốc độ vòng tua cao hơn, thay vì tăng dung tích xi lanh.
Một số quốc gia áp dụng thuế đường bộ dựa trên dung tích xi lanh: 
- Ở một số nước ở châu Âu hoặc những nước chưa gia nhập Liên minh Châu Âu (EU), lệ phí sẽ bắt đầu tính khi động cơ có dung tích trên 1,0 L, và mức lệ phí sẽ tăng khi dung tích xi lanh từ 1,6 L trở lên.
- Ở Anh, nếu xe hơi được đăng ký sau ngày 1 tháng 3 năm 2001, thì thuế sẽ tính trên lượng khí thải. Tuy nhiên, những loại xe đăng ký trước ngày đó sẽ được tính thuế dựa trên dung tích xi lanh. Xe hơi có dung tích dưới 1549 cm³ sẽ chịu mức thuế thấp hơn.[4]
- Ở Nhật Bản, dung tích xi lanh là một trong những thông số (cùng với kích cỡ xe và công suất động cơ) được dùng để phân loại hạng xe và thuế đường bộ cho xe.[5]
- Ở Pháp và một số nước khác ở Châu Âu, xe máy nhỏ (moped) thường có dung tích dưới 50 cc có thể được sử dụng mà không cần giấy phép quản lý.
- Ở nhiều vùng ở Mỹ, Canada (ngoại trừ Quebec[6]), Úc, và New Zealand, thuế đường bộ được tính dựa trên dung tích động cơ. Tuy nhiên, dung tích động cơ thường được dùng để áp dụng cho những loại xe gắn máy công suất thấp hoặc xe máy nhỏ, nhằm xác định loại bằng lái phù hợp để lái những phương tiện này. Thông thường, mức giới hạn dung tích là 50 cc.
- Ở Việt Nam, dung tích xi lanh được dùng phân loại xe ô tô khi tính các loại thuế, phí như thuế nhập khẩu[7] hoặc thuế tiêu thụ đặc biệt.[8] Ví dụ, đối với dòng xe dưới 9 chỗ có dung tích xi lanh từ 1,5 L trở xuống, mức thuế tiêu thụ đặc biệt là 35%; đối với dòng xe có dung tích xi lanh từ 1,5 L – 2 L và từ 2,5 L – 3 L, mức thuế tiêu thụ đặc biệt lần lượt là 40% và 60%.[9]

## Tên thương mại

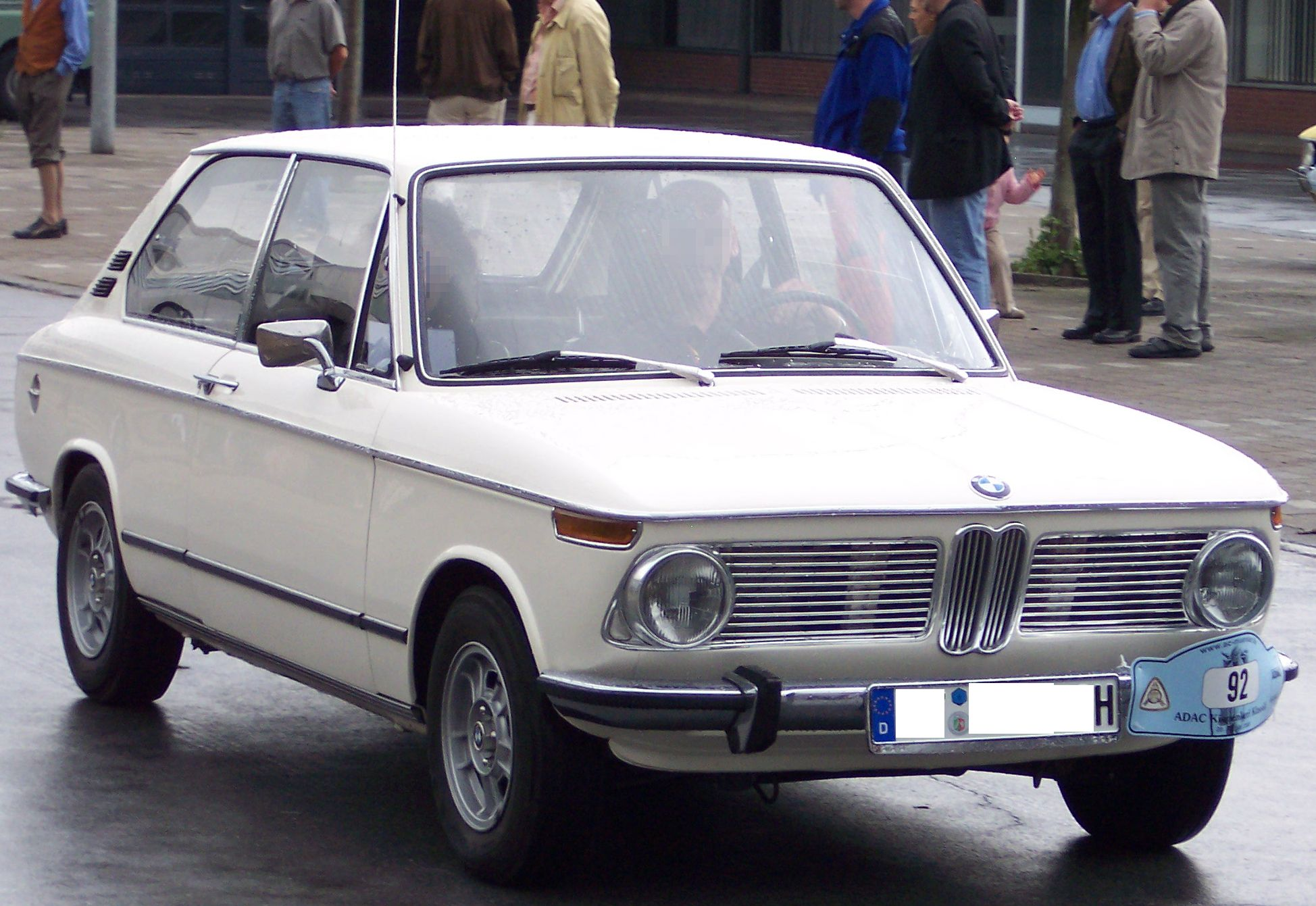
Mẫu xe BMW 1800 sử dụng động cơ dung tích xi lanh 1800 cc (1,8 L)

Trước đây, nhiều mẫu xe hơi sử dụng thông số dung tích xi lanh trong tên thương mại của sản phẩm. Thí dụ như mẫu xe Cadillac Series 353 đời 1923–1930 (có dung tích động cơ 353 Cubic inch/5.8 L) hoặc mẫu xe BMW 1800 đời 1963–1968 (động cơ 1,8 L). Tuy nhiên, nhờ xu hướng thiết kế động cơ tăng nạp và động cơ xe điện/hybrid từ năm 2010, ngày càng ít mẫu xe sử dụng dung tích xi lanh trong tên thương mại sản phẩm.